# 梁子湖区
梁子湖区是中国湖北省鄂州市所辖的一个市辖区。总面积为524平方公里，常住总人口約13万人，区人民政府駐太和镇。

## 行政区划
梁子湖区下辖5个镇：
太和镇、东沟镇、梁子镇、涂家垴镇和沼山镇。

## 人口民族
2020年11月1日零时，全区常住人口为126822人。